# Agribashing
L'agribashing, de la contraction d'agriculture et de bashing, désigne, en France, la critique de l'agriculture intensive. Apparue en 2016 et popularisé après 2018, la notion d'agribashing reste controversée.

## Définition
L'agribashing est un concept qui n'a pas de définition précise.
L'expression définirait la critique de l'agriculture conventionnelle, notamment le dénigrement de certaines méthodes de travail agricoles intensives, relatives à la taille des exploitations agricoles, aux zones d'épandage, à l'utilisation des pesticides, à l'élevage intensif, aux abattoirs, ainsi que des pratiques peu respectueuses de l'environnement et du bien-être animal,,. Les critiques peuvent provenir des associations environnementales, des administrations publiques, ainsi que d'une partie des consommateurs.
Il existe, selon l'Observatoire de l'agribashing, une forme tournée vers des conflits de voisinage avec des néoruraux et une forme où des animalistes s'introduisent sur une ferme pour filmer les conditions d'élevage.
Eddy Fougier, politologue, définit l'agribashing comme le fait de dire du mal de l'agriculture et des agriculteurs. Selon lui, c'est davantage l'agriculture qui est visée que les agriculteurs.

## Histoire
Le terme agribashing apparaît en 2016 sur le fil Twitter de l'animateur du blog[Qui ?] polémiste Agriculture & Environnement[réf. nécessaire].
Il trouve un premier écho médiatique et politique en 2018, lors des discussions sur la loi agriculture et alimentation, et devient un mot d'ordre popularisé par la Fédération nationale des syndicats d'exploitants agricoles (FNSEA) et les Jeunes agriculteurs (JA) en 2019,, d'abord lors des élections aux chambres d'agriculture, puis lors de manifestations d'agriculteurs contre les zones de non-traitement aux pesticides. La notion d'agribashing reçoit une reconnaissance institutionnelle avec la création de la cellule Déméter de la gendarmerie nationale en octobre 2019,, ainsi qu'avec le déploiement progressif « d'observatoires de l'agribashing » dans plusieurs préfectures.
La convention de constitution de la cellule Déméter signée entre FNSEA, les JA et le ministère de l’Intérieur exclut la Confédération paysanne, opposée au modèle agro-industriel. Le vice-président de la FNSEA reconnaît en février 2020 que son syndicat est bien à l'origine de la création de la cellule Déméter. La cellule à pour objectif de « prévenir la commission d’actes délictueux ».
En février 2020, un sondage Odoxa-Dentsu Consulting pour France Info et le Figaro indique que 88 % des Français ont une opinion positive des agriculteurs, 90 % jugent la profession utile et 89 % courageuse,. Il s'agirait d'une mauvaise compréhension des attentes sociétales.
Le terme d'« agriloving » est créé en 2019 par des professionnels de la communication au sein de l'entreprise InVivo, qui est le premier groupe agricole coopératif français.

## Pertinence
L'idée d'agribashing fonctionne, selon Rémi Mer, comme un double leurre : elle cache d'une part l'image très positive des agriculteurs dans l'opinion publique française, et occulte la stratégie médiatique des ONG les plus virulentes envers l'agriculture intensive, en postulant à la place un dénigrement généralisé du monde agricole. Ainsi, si « le terme agribashing traduit le sentiment bien réel de dénigrement que vivent certains agriculteurs », il a cependant plus tendance à obscurcir qu'à rendre compte fidèlement des relations entre les agriculteurs et la société.
Le concept n’est pas jugé représentatif des relations entre les agriculteurs et la société. 
Le succès du terme proviendrait d'une boucle médiatique : si l'on parle tant de l'agribashing, c'est donc qu'il existe. Sa pertinence est cependant faible, puisqu'il s'inscrit dans une stratégie de communication victimaire et corporatiste qui ne favorise pas le dialogue.
Ainsi, pour Yannick Sencébé, « l’agribashing n’est pas saisissable à travers la recension des fauteurs de trouble qui en seraient à l’origine mais dans les intentions de ceux qui le font exister par la constitution et l’instrumentalisation d’un narratif du dénigrement généralisé de l’agriculture et par des dispositifs d’enrôlement des pouvoirs publics et de mobilisation syndicale des producteurs ».
En mai 2019, Christiane Lambert de la FNSEA et Jacques Jaouen, ancien président de la Chambre régionale de Bretagne, invite les agriculteurs à s'abstenir d'utiliser ce terme.

## Critiques

### Au sein du monde agricole
La notion d'agribashing est critiquée au sein du monde paysan. Le président de la Coordination rurale, Bernard Lannes, et Émilie Jeannin, syndiquée à la Confédération paysanne, juge le concept comme une préoccupation agricole secondaire. 
Pour la Coordination rurale, le concept masque d'autres priorités comme l'augmentation des revenus agricole et les charges administratives. La Confédération paysanne estime que l'agribashing consiste à adopter une position victimaire afin d'éviter « d'aborder des sujets à propos desquels la société s'interroge légitimement, comme la place des pesticides ou la qualité de l'alimentation ». Le terme serait employé pour contrecarrer des questionnements et des critiques productivistes et envers des préoccupations environnementales. 
Certaines actions d'association animalistes comme L214 qui, veulent « en finir avec l'élevage » au nom du bien-être animal peuvent être qualifié d'agribashing. 

### De la société civile
Pour les journalistes Stéphane Foucart et Stéphane Horel, l'agribashing fonctionne comme le point Godwin de la critique du système agricole productiviste, et sert de « levier d’influence pour une partie du monde agricole ». Le journaliste Gilles Luneau considère lui que la FNSEA manipulerait, par l'emploi du terme agribashing, les représentations d'un malaise agricole dans lequel le syndicat aurait joué un rôle fondateur.
Plusieurs associations promouvant l'agriculture paysanne et biologique et associations de protection de la nature dénoncent l'agribashing comme « une invention des communicants de la FNSEA »,, un moyen de pression du lobby productiviste,[source insuffisante].